# Храм Покрова Пресвете Богородице у Растуши
Храм Покрова Пресвете Богородице православни је храм који припада Епархији зворничко-тузланској Српске православне цркве (СПЦ). Налази се у Растуши, у Републици Српској, Босна и Херцеговина.

## Историја
Градња једнобродне цркве димензија 20 х 13, 5 m је отпочела 10. марта 1998. године. Темељи су освештани 13. октобра 1998. од стране Његовог Преосвештенства Епископа зворничко-тузланског г. Василије Качавенда. Храм је освештан 14. октобра 2010. године од стране надлежног архијереја. Од грађевинског материјала је коришћена ситна цигла и армирани бетон. Црква је покривена бакарним лимом, има звоник, централну куполу и три звона. Пројекат је радио „Семберија-пројект“ из Бијељине.

### Унутрашњост храма
Иконостас у дуборезу од храстовине израдио је Витомир Марковић из Укринице. Иконе на иконостасу живописао је Петар Билић из Београда. Храм живопише Дарко Живковић из Крагујевца.

## Матичне књиге
Матичне књиге се воде од 15. новембра 1981, када је основана парохија.

## Парохијски дом
Парохијски дом је грађен од 1985. до 1991. године. Генерално је обновљен 2012. Има два спрата и површина му износи 9 х 9, 5 м.

### Коло српских сестара
Почетком Одбрамбено-отаџбинског рата, основано је Коло српских сестара, истицало се хуманитарним радом и помагањем бораца на линији фронта. Светосавска омладинска заједница је основана 2009. године.